# Мещеряков, Александр Николаевич (машинист)
Алекса́ндр Никола́евич Мещеряко́в (14 мая 1914 — 12 июля 2005) — ртищевский машинист, Почётный железнодорожник (1961), Почётный гражданин города Ртищево и Ртищевского района (2001), Герой Социалистического Труда (1959).

## Биография
Александр Мещеряков родился в 1914 году в семье железнодорожника. По окончании в 1934 году Ртищевской школы ФЗУ Александр Мещеряков начал работать на железнодорожном транспорте. Сначала он трудился слесарем-ремонтником в депо станции Ртищево РУЖД; в январе 1935 года Мещеряков отправился в первый рейс помощником кочегара на паровозе. В том же году он был делегирован в Москву на I Всесоюзный съезд железнодорожников. В 1937 году Александр — помощник машиниста. В 1938 году год ему доверили управление паровозом серии «ФД». Это были новые машины, поступившие в депо Ртищево-II в сентябре 1937 года. В начале 1939 года, сдав на отлично испытания на должность машиниста, Мещеряков начал самостоятельно водить грузовые, а затем и пассажирские поезда.
А. Н. Мещеряков — участник Великой Отечественной войны с 1942 года, также он принимал участие в войне с Японией. С 1944 года Мещеряков служил старшим машинистом в 11-м отдельном эксплуатационном железнодорожном полку, с которым он дошёл до Восточной Пруссии. Затем до 1946 года Мещеряков водил паровозы на Дальнем Востоке. В феврале 1947 года Александр Николаевич вернулся в Ртищево.
Александр Николаевич Мещеряков первым на сети дорог СССР выступил инициатором обслуживания тепловоза ТЭ3 вдвоём вместо трёх человек и предложил сменный способ обслуживания тепловозов, эксплуатации составов на длинных тяговых плечах. Это позволило высвободить из рабочего парка депо Ртищево-II 9 локомотивов и только за один год снизить стоимость перевозок на 18,6 %. Почин Мещерякова нашёл широкое распространение в локомотивных депо страны. К концу 1959 года переход на удлинённые тяговые плечи был осуществлён уже по всей дороге.
За самоотверженный труд и высокие производительные показатели при освоении нового вида тяги указом Президиума Верховного Совета СССР от 1 августа 1959 года А. Н. Мещеряков был удостоен звания Героя Социалистического Труда.
А. Н. Мещеряков был удостоен звания «Почётный железнодорожник». В 1961 году был избран делегатом XXII съезда КПСС, был участником Всесоюзного совещания работников сети железных дорог.
В 2001 году Александру Николаевичу было присвоено звание Почётного гражданина города Ртищево и Ртищевского района.
Умер Александр Николаевич Мещеряков 12 июля 2005 года.

## Награды и звания
- Герой Социалистического Труда (1 августа 1959)
- Орден Ленина (1 августа 1959)
- Орден Красной Звезды[источник не указан 1113 дней]
- Орден Отечественной войны[источник не указан 1113 дней]
- Медали
- Знак «Отличный паровозник» (апрель 1947)
- Почётный железнодорожник (1961)
- Почётный гражданин города Ртищево и Ртищевского района (2001)